# Bezirk Thierstein
Der Bezirk Thierstein im Kanton Solothurn ist der ländlichere, konservativere Teil des Schwarzbubenlandes (offiziell Amtei Dorneck-Thierstein) in der Region Basel. Hauptort ist Breitenbach.

## Wappen
In Gold auf grünem Dreiberg, schreitende (auf jedem Berg ein Fuss), rote Hindin mit gesträussten Ohren

## Einwohnergemeinden
| Wappen      | Name der Gemeinde | Einwohner (31. Dezember 2023) | Fläche in km² | Einwohner pro km² |
| ----------- | ----------------- | ----------------------------- | ------------- | ----------------- |
| Bärschwil   | Bärschwil         | 794                           | 11,19         | 71                |
| Beinwil SO  | Beinwil (SO)      | 274                           | 22,66         | 12                |
| Breitenbach | Breitenbach       | 4304                          | 6,80          | 633               |
| Büsserach   | Büsserach         | 2431                          | 7,55          | 322               |
| Erschwil    | Erschwil          | 960                           | 7,43          | 129               |
| Fehren      | Fehren            | 595                           | 1,48          | 402               |
| Grindel     | Grindel           | 517                           | 3,08          | 168               |
| Himmelried  | Himmelried        | 977                           | 6,03          | 162               |
| Kleinlützel | Kleinlützel       | 1197                          | 16,32         | 73                |
| Meltingen   | Meltingen         | 645                           | 5,76          | 112               |
| Nunningen   | Nunningen         | 1973                          | 10,31         | 191               |
| Zullwil     | Zullwil           | 675                           | 3,66          | 184               |
| Total (12)  | Total (12)        | 15'342                        | 102,27        | 150               |